# Tulaya margelana
Tulaya margelana là một loài bướm đêm trong họ Crambidae.